# Éjjeli kaland
Az Éjjeli kaland (eredeti francia címe: Faisons un réve) Sacha Guitry rendezésében készült, 1936-ban bemutatott fekete–fehér francia filmvígjáték. 
Magyarországon 1939. augusztus 22-én mutatták be.
A szentpétervári születésű drámaíró, színész, rendező, Sacha Guitry írta, rendezte és játssza végig. A cselekmény középpontjában a szokásos „háromszög-történet” áll (a férj, a feleség és a harmadik), amely szellemes dialógusokra és a három szereplő játékára épül.

## Cselekménye
A fiatal férfi (ügyvéd) ügyes trükkel délután 4 órára elhívta magához a házaspárt, tudván, hogy a férjnek tíz perccel később máshol van találkája. Este ugyanebbe a lakásba a fiatalembert találkára hívja az asszony, mert a férj egy állítólagos dél-amerikaival tölti az estét. Már reggel van, amikor a két szerelmes felébred. Az asszony nem mer hazamenni, hiszen a férje már nyilván keresi. A fiatalember lovagiasan felajánlja, hogy feleségül veszi vendégét, – akit amúgyis már régóta szeret.
Miközben tanácskoznak, a férj kopog az ajtón, az asszony elbújik. A fiatalember bátran a férj elé akarja tárni az igazságot, de aggodalma fölösleges, mert a férj csak tanácsért jött barátjához, a fiatalemberhez: alibire van szüksége. Ugyanis ő sem töltötte otthon az éjszakát és most nem mer hazamenni, hiszen a felesége már nyilván keresi. A fiatalember kész is a tanáccsal: a férj azonnal utazzon vidéki beteg nagynénjéhez, a vonat nemsokára indul. Onnan majd hívja fel az asszonyt azzal, hogy a néni betegségének hírével nem akarta őt megijeszteni. Egy-két napot töltsön a nagynéninél, addigra elmúlik az ijedtség. És mindenki jól jár.
A film ún. prológusában a kor számos híres francia színésze, köztük Arletty, Yvette Guilbert, Michel Simon tűnik fel. 

## Főbb szereplők
- Sacha Guitry – Ő (hímnemben; fiatalember, ügyvéd)
- Jacqueline Delubac – Ő (nőnemben; a feleség)
- Raimu – a férj